# 크리스토퍼 스콧
크리스토퍼 스콧(Scott Christopher, 1967년 1월 13일 ~ )은 미국의 배우, 텔레비전 배우이다.

## 방송
- 오스틴 & 앨리 4
- 오스틴 & 앨리 3
- 오스틴 & 앨리 2
- 유캔댄스 7
- 유캔댄스 5

## 영화
- 스텝 업: 올 인 (2014년) - 헤어 역
- 스텝업4 : 레볼루션 (2012년) - 헤어 역
- 레모네이드 마우스 (2011년) - 댄서 역
- 스텝 업 3D (2010년) - 헤어 역
- 댄스 플릭 (2009년)
- 한나 몬타나: 더 무비 (2009년)
- 17 어게인 (2009년)
- 스텝 업 2 - 더 스트리트 (2008년) - 헤어 역